# Інеу (Харгіта)
Інеу (рум. Ineu) — село у повіті Харгіта в Румунії. Входить до складу комуни Кирца.
Село розташоване на відстані 235 км на північ від Бухареста, 19 км на північ від М'єркуря-Чука, 99 км на північ від Брашова.

## Населення
За даними перепису населення 2002 року у селі проживали 1804 особи, з них 1801 особа (99,8%) угорців. Рідною мовою 1801 особа (99,8%) назвала угорську.